# Феофания (Готовцова)
Игу́менья Феофа́ния (в миру — Алекса́ндра Серге́евна Готовцова, девичья фамилия — Щулепникова; 15 февраля 1787 года, сельцо Тресково, Солигаличский уезд, Костромская губерния, Российская империя — 16 мая 1866 года, Санкт-Петербург, Российская империя) — дворянка, основательница и первая настоятельница Воскресенского Новодевичьего монастыря в Санкт-Петербурге.

## Биография

### Детство и юность
Александра Щулепникова родилась 15 февраля 1787 года в сельце Тресково Солигаличского уезда Костромской губернии у дворян Сергея Афанасьевича Щулепникова и Доминики Ивановны, урождённой Белкиной. Отец её происходил из древнего боярского рода, а мать была дочерью Вологодского воеводы. Кроме Александры, в семье было четверо братьев и семь сестёр.
В 1798 году родители определили Александру в Смольный институт благородных девиц в Санкт-Петербурге, где уже училась её старшая сестра. В 1805 году Александра была выпущена из института с золотым шифром покровительствовавшей ей императрицы Марии Фёдоровны, жены императора Павла I. Позднее, в 1829 году она принесла этот золотой шифр в дар к иконе Богоматери в Воскресенском Горицком монастыре. По окончании учёбы вернулась в имение в Тресково.
В начале 1809 года в Санкт-Петербурге вышла замуж за генерала Семёна Готовцова. Чуть больше месяца супруги провели вместе. Шла русско-шведская война, и Семён Степанович Готовцов был отправлен на фронт, где вскоре получил ранение и умер 8 августа 1809 года.
Оставшись вдовой, 8 ноября того же года Александра родила дочь, которую крестила с именем Анна в церкви Зимнего дворца. Крёстной стала вдовствующая императрица Мария Фёдоровна.
Во время посещения Кирилло-Новоезерского монастыря познакомилась с известным старцем, архимандритом Феофаном (Соколовым), который стал её духовником. После недолгой болезни 8 ноября 1813 года умерла дочь Александры. Вдовствующая императрица предложила ей место директрисы в одном из столичных девичьих институтов, но она отклонила это предложение.

### В Воскресенском Горицком монастыре
В Великий пост 1818 года, отправив в дар Воскресенскому Горицкому монастырю церковные облачения и утварь, Александра выехала туда под предлогом говения. На Пасхе отправила в имение письмо, в котором сообщала родственникам о решении принять монашество.
Через семь месяцев приехала в деревню, чтобы проститься с родственниками и нанять строителей для постройки кельи. Вместе с ней приняли решение стать монахинями двенадцать её бывших служанок. 16 сентября 1818 года архимандритом Феофаном, руководству которого она себя поручила, Александра была пострижена в рясофор с именем Феофания.
В монастыре несла различные послушания: имела надзор за пением и чтением, работала на пекарне, копала огороды, носила в ушатах воду из реки на трапезу, занималась рукоделием (ткала ковры, вышивала золотой нитью, писала иконы). Расписала иконостас в одном из монастырских храмов. Посылала свои иконы в Санкт-Петербург и на вырученные деньги украшала ризницу. В монастыре получила прозвание «монастырский Златоуст» и «наша Белокаменная».
В 1823 году сопровождала настоятельницу, старицу игумению Маврикию (Ходневу) в Санкт-Петербург. Здесь была представлена членам царской семьи и в последний раз увиделась с вдовствующей императрицей Марией Фёдоровной, которая снова предложила ей место директрисы Екатерининского института, которое она могла занять, не снимая монашеского сана.
В 1835 году совершила паломничество в Воронеж и Задонск, во время которого беседовала со старцами: святителем Антонием, архиепископом Воронежским и затворником Георгием Задонским. Оба во время беседы называли её игуменьей.
В 1836 году обратилась к императору Николаю I с просьбой сохранить ей пенсию за погибшего мужа и после её окончательного пострижения в монашество. Просьба была удовлетворена.
8 ноября 1837 года была пострижена в мантию с прежним именем.

### В Воскресенском Новодевичьем монастыре
В 1845 году император Николай I приказал восстановить женский монастырь в Санкт-Петербурге, основанный в 1744 году императрицей Елизаветой и обращённый императрицей Екатериной II в институт благородных девиц. Феофания была назначена на место игумении восстанавливавшейся обители по представлению митрополита Антония.
При ней Воскресенский Новодевичий монастырь был полностью восстановлен: 3 ноября 1849 года в присутствии императора произошла закладка монастыря, а уже 5 июня 1854 года игумения Феофания и все сёстры переселились на новое место. До самой смерти она пользовалась особым уважением членов царствующего дома.
Скончалась 16 мая 1866 года, в Духов день, на восьмидесятом году жизни.